# Rezerwat archeologiczny
Rezerwat archeologiczny ma 2 znaczenia:
1. w Polsce jest to nieformalne określenie obszaru wykopalisk i stanowisk archeologicznych zarządzanych przez muzeum regionalne, które udostępniło je w części bądź całości odwiedzającym. 
Witold Hensel, próbując określić obszar rezerwatu archeologicznego, pisał, iż byłaby to odpowiednia nazwa dla „muzeum na miejscu wykopalisk”[1].
2. w Europie jest to międzynarodowy obszar ochrony dziedzictwa archeologicznego. Państwa zobowiązały się do tworzenia takich obszarów nawet gdy nie ma tam widocznych pozostałości na powierzchni lub pod wodą. Ponadto teren rezerwatu ma być nabyty lub chroniony przez organy państwowe. Na terenie Europy rezerwaty archeologiczne podlegają ochronie na podstawie europejskiej konwencji o ochronie dziedzictwa archeologicznego, ratyfikowanej m.in. przez Polskę w 1992 r.[2] Jednakże w Polsce obecna ustawa o ochronie zabytków z 2003 roku nie definiuje terminu, a także nie ma aktu wykonawczego, dzięki któremu mogłyby być ustanawiane rezerwaty archeologiczne[3].

## Rezerwaty archeologiczne na terenie Polski
- Rezerwat archeologiczny w Biskupinie[4] (uznany w 1994 roku za pomnik historii[5])
- Rezerwat archeologiczny Krzemionki Opatowskie (uznany w 1994 roku za pomnik historii[6])
- Rezerwat Archeologiczny Gród Piastowski w Gieczu
- Rezerwat Archeologiczny „Rydno”
- Muzeum Pierwszych Piastów na Lednicy
- Rezerwat Archeologiczny w Kaliszu Zawodziu
- Rezerwat archeologiczny kultury łużyckiej w Częstochowie
- Rezerwat archeologiczny w Będkowicach
- Wzgórze Wisielców na Gołogórze na południe od Wolina
- Rezerwat Archeologiczny Genius Loci w Poznaniu

W Polsce w rezerwatach archeologicznych często organizowane są programy edukacyjne, wystawy i festyny archeologiczne; jedną z takich imprez jest np. Piknik Archeologiczny Rydno.